# Зграда музеја Топлице
Зграда музеја Топлице је подигнута 1912. године по пројекту архитекте Бранка Таназевића. Представља непокретно културно добро као споменик културе.
Зграда је од подизања 1912. године до 1963. године служила као зграда поште у Прокупљу.